# Ewald Gäßler
Ewald Gäßler (* 4. November 1943 in Wilhelmsort, Landkreis Bromberg, Westpreußen; † 13. Mai 2010 in Oldenburg) war ein deutscher Kunsthistoriker und ehemaliger Direktor des Stadtmuseums Oldenburg.

## Leben
Nach dem Besuch der Oberschule Nordenham und des Freiherr-vom-Stein-Gymnasiums in Hamm (Westf.) studierte er an der Georg-August-Universität Göttingen Kunstgeschichte, Mittlere und Neuere Geschichte, Philosophie, Pädagogik und Soziologie und wurde 1975 zum Dr. phil. promoviert. Am Institut für Bau- und Kunstgeschichte der Gottfried Wilhelm Leibniz Universität Hannover leitete er das Forschungsprojekt Niedersächsische Denkmalkartei. Am Institut für Denkmalpflege Hannover, am Braunschweigischen Landesmuseum und an der Universität Göttingen war er als wissenschaftlicher Mitarbeiter tätig.
1986 wurde Ewald Gäßler Direktor des Stadtmuseums Oldenburg, das er bis zum Eintritt in den Ruhestand 2008 leitete und für das er wichtige Weichenstellungen vornahm. In seiner Amtszeit entstanden neben dem Stadtmuseum zwei neue städtische Ausstellungshäuser, das Horst-Janssen-Museum, dem er ebenfalls als Direktor vorstand, und das Edith-Ruß-Haus für Medienkunst. Das Regionalmuseum mit Kunstbesitz entwickelte er zu einem Museumsensemble von überregionalem Ruf. Im Jahr 2002 wurde er zum Leiter des Fachdienstes Städtische Museen und Sammlungen der Stadt Oldenburg, 2003 zum Städtischen Direktor und stellvertretenden Kulturamtsleiter ernannt.
Neben seiner beruflichen Tätigkeit nahm er zahlreiche Ehrenämter wahr. Seit 1987 war er Leiter der Regionalen Arbeitsgemeinschaft Oldenburg der Museen des Museumsverbandes für Niedersachsen und Bremen, seit 1993 Leiter der Arbeitsgemeinschaft Museen und Sammlungen in der Oldenburgischen Landschaft, von 2006 bis 2009 1. Vorsitzender der Franz-Radziwill-Gesellschaft, von 2006 bis 2010 Vorsitzender des Museumsverbandes für Niedersachsen und Bremen.
Im Jahr 2000 ernannte ihn die Carl von Ossietzky Universität Oldenburg, an der er bereits seit 1991 einen Lehrauftrag für Kunstgeschichte hatte, zum Honorarprofessor. Ewald Gäßlers Veröffentlichungsverzeichnis umfasst über 100 Kataloge, Bücher und Aufsätze. Er wurde mit der Landschaftsmedaille (1998) und dem Kulturpreis (2009) der Oldenburgischen Landschaft und mit der Karl-Jaspers-Medaille der Stadt Oldenburg (2008) ausgezeichnet.

## Werke
- siehe dazu das Veröffentlichungsverzeichnis: Überblick über die Veröffentlichungen von Ewald Gäßler, in: Blickwechsel. Festschrift für Ewald Gäßler, herausgegeben von der Oldenburgischen Landschaft und dem Museumsverband Niedersachsen und Bremen e.V., Oldenburg 2010, ISBN 978-3-89995-705-1, S. 171–179